# Grote Prijs van Montréal 2016
De zevende editie van de wielerwedstrijd Grote Prijs van Montréal werd gehouden op 11 september 2016. De wedstrijd maakte deel uit van de UCI World Tour 2016. Titelverdediger was de Belg Tim Wellens. Deze editie werd gewonnen door de Belg Greg Van Avermaet. Hij was de sterkste in de sprint met een omvangrijke kopgroep en klopte zo onder andere de wereldkampioen Peter Sagan, die op de tweede plek eindigde. Zo werden de rollen omgedraaid tussen beide heren in vergelijking met de Grote Prijs van Quebec twee dagen eerder.

## Deelnemende ploegen
| 18 UCI World Tour-ploegen | 18 UCI World Tour-ploegen | 18 UCI World Tour-ploegen | 4 wildcards       |
| ------------------------- | ------------------------- | ------------------------- | ----------------- |
| AG2R La Mondiale          | FDJ                       | LottoNL-Jumbo             | Canadese selectie |
| Astana                    | Giant-Alpecin             | Movistar                  | Bora-Argon 18     |
| BMC Racing Team           | IAM Cycling               | Orica-BikeExchange        | Direct Énergie    |
| Cannondale                | Katjoesja                 | Team Sky                  |                   |
| Dimension Data            | Lampre-Merida             | Tinkoff                   |                   |
| Etixx-Quick Step          | Lotto Soudal              | Trek-Segafredo            |                   |
|                           |                           |                           |                   |
|                           |                           |                           |                   |

## Uitslag
| Plaats  | Naam               | Ploeg                              | Tijd     |
| ------- | ------------------ | ---------------------------------- | -------- |
| Winnaar | Greg Van Avermaet  | BMC Racing Team                    | 5u27'04" |
| 2       | Peter Sagan        | Tinkoff                            | z.t.     |
| 3       | Diego Ulissi       | Lampre-Merida                      | z.t.     |
| 4       | Michael Matthews   | Orica-BikeExchange                 | z.t.     |
| 5       | Nathan Haas        | Team Dimension Data                | z.t.     |
| 6       | Gianni Moscon      | Team Sky                           | z.t.     |
| 7       | Alberto Bettiol    | Cannondale-Drapac Pro Cycling Team | z.t.     |
| 8       | Jon Izagirre       | Movistar Team                      | z.t.     |
| 9       | Anthony Roux       | FDJ                                | z.t.     |
| 10      | Julian Alaphilippe | Etixx-Quick Step                   | z.t.     |

2010 · 2011 · 2012 · 2013 · 2014 · 2015 · 2016 · 2017 · 2018 · 2019 · 2020-2021 · 2022 · 2023 · 2024
 Tour Down Under · 
 Parijs-Nice · 
 Tirreno-Adriatico · 
 Milaan-San Remo ·
 E3 Harelbeke ·
 Ronde van Catalonië ·
 Gent-Wevelgem ·
 Ronde van Vlaanderen ·
 Ronde van Baskenland ·
 Parijs-Roubaix ·
 Amstel Gold Race ·
 Waalse Pijl ·
 Luik-Bastenaken-Luik ·
 Ronde van Romandië ·
 Ronde van Italië ·
 Critérium du Dauphiné ·
 Ronde van Zwitserland ·
 Ronde van Frankrijk ·
 Ronde van Polen ·
 Clásica San Sebastián ·
 EuroEyes Cyclassics ·
 GP Ouest-France Plouay ·
 GP van Quebec ·
 GP van Montreal ·
 Ronde van Spanje ·
  Eneco Tour ·
 Ronde van Lombardije